# Blackburneus tachyoryctis
Blackburneus tachyoryctis är en skalbaggsart som beskrevs av S. Endrödi 1960. Blackburneus tachyoryctis ingår i släktet Blackburneus och familjen Aphodiidae. Inga underarter finns listade.